# Cotinis laticornis
Cotinis laticornis är en skalbaggsart som beskrevs av Bates 1889. Cotinis laticornis ingår i släktet Cotinis och familjen Cetoniidae. Inga underarter finns listade i Catalogue of Life.